# 雙玉里 (貢寮區)
雙玉里為台灣新北市貢寮區轄下之里，面積13.4656平方公里。

## 範圍
德心街、學苑街、田寮洋街、下雙溪街、遠望坑街。

## 便利商店
[興華商店］